# Cascina Maggia
La Cascina Maggia si trova nell'omonima località del comune lombardo di Lonate Pozzolo, in Provincia di Varese.

## Il nome
La cascina Maggia prende il nome dalla famiglia milanese Maggi, che nel cinquecento vantava proprietà in molte località dell'Alto Milanese. Tra l'altro i Maggi avevano vaste proprietà a Sant'Antonino Ticino nell'anno 1514; dal suo esponente Castellano Maggi prende il nome la Cascina Castellana, altra località in territorio di Lonate, presso il Naviglio Grande.

## Storia

### Le origini
Redigendo lo stato delle anime del 1574, i parroci di Lonate registravano la Cascina Maggia come cortile unico di proprietà del nobile Alfonso Gonzaga, marito di una nipote di Castellano Maggi; lo stato delle anime parlava di un cortile abitato da cinque famiglie, per un totale di 26 persone. Un documento notarile del 1570 dà una descrizione sommaria della cascina, dicendola composta di edifici a due piani, dotata di un grande cortile, di un forno e di un pozzo.

### Antiche mappe
Una mappa tardo-cinquecentesca dell'archivio di Stato di Torino, preparata per realizzare un progetto idraulico nella zona, disegna la Cascina Maggia chiusa da un'insolita cinta esagonale e la colloca su una strada che, venendo da Tornavento, sale verso Vizzola lungo la valle del Ticino.
Nella mappa catastale del 1722, voluta dall'imperatrice d'Austria Maria Teresa (catasto teresiano) la cascina, di pianta quadrilatera, appare raggiungibile da est dalla cosiddetta strada di Tribio, proveniente da Lonate, ed è sfiorata ad ovest dalla strada Tornavento-Vizzola.

### La fine
Nel 1863 la Cascina Maggia venne acquistata dal milanese Gustavo Parravicino, capitano d'artiglieria nelle guerre d'indipendenza. Nel 1881 a valle della cascina si scavò il canale Villoresi. Nel 1912 la Cascina venne ampliata su disegno dell'ingegner Giulio Parravicino, figlio di Gustavo; allora la abitavano una cinquantina di persone, occupate parte nell'agricoltura, parte negli stabilimenti Parravicino e Gagliardi.
Dal secondo dopoguerra la cascina è lambita da cave di ghiaia. Mano a mano che l'agricoltura veniva abbandonata a vantaggio dell'industria, il caseggiato è stato via via sfoltito di parecchi dei preesistenti locali abitativi, e la popolazione residente si è progressivamente diradata fino a scomparire. Oggi ne sopravvive praticamente solo la chiesa.

## La chiesa

### L'oratorio della Consolata
La chiesa è meno antica della cascina: nella mappa teresiana dell'anno 1722, essa figura disegnata a nord-ovest della cascina; e, vista la collocazione a margine, la cappella è da ritenersi costruzione aggiuntiva al caseggiato quadrilatero. Risulta benedetta il 20 agosto 1740 da Giovanni Repossi, cappellano lonatese, dietro delega dell'arcivescovo.
Settecentesco è il portico antistante la chiesa, così come la torricella delle campane che sorge nella zona dell'altare, posto verso est. Settecentesco e di fattura popolare è anche l'affresco dipinto sopra l'altare: una Madonna con Bambino seduta sopra un seggio, largo e sobrio, fra tendaggi aperti e annodati. Il dipinto evidenzia i segni lasciati dai chiodi usati un tempo per appendere i monili, regalati alla Madonna della Maggia prima dai contadini della cascina ed in seguito dagli operai della cava.

### Gli stemmi
Invece gli emblemi dipinti in alto sulle pareti che fiancheggiano l'altare, accompagnati da motti in latino, non sono affatto settecenteschi, nonostante quanto si crede. Lo stemma dipinto sulla parete sinistra rappresenta un cigno bianco in campo rosso, ed il motto sottostante, Par avi cigno, echeggia chiaramente il cognome Parravicino. Di più difficile interpretazione l'altro stemma, diviso in due campi: nel superiore si vede un'aquila nera, nel campo inferiore ossa da morto incrociate fra stelle. Il suo motto, Sustinent ossa triumphum, ha fatto pensare ad un ricordo della cruenta battaglia di Tornavento, combattuta nelle vicinanze nel 1636 fra truppe spagnole e franco-sabaude, costata almeno 2000 morti, nel quadro della Guerra dei Trent'Anni; invece si tratta dello stemma araldico della nobile famiglia Lossetti. Infatti l'ingegner Giulio Parravicino sposò nel 1898 la nobildonna Ines Lossetti Mandelli, erede dei nobili di Dairago. Verosimilmente è all'epoca del matrimonio che risalgono i due stemmi ai lati dell'altare.
La riapertura ufficiale della chiesa è avvenuta dopo i lavori di restauro effettuati nel 1988; oggi la chiesa è visitabile nei giorni feriali.